# Koningsmuskaatduif
De koningsmuskaatduif (Ducula pistrinaria) is een vogel uit de familie der Columbidae (Duiven en tortelduiven).

## Verspreiding en leefgebied
Deze soort komt voor op de eilanden ten oosten van Nieuw-Guinea tot de Salomonseilanden en telt vier ondersoorten:
- D. p. rhodinolaema: de Admiraliteitseilanden, Lavongai en de eilanden nabij noordelijk Nieuw-Guinea.
- D. p. vanwyckii: de oostelijke en centrale Bismarck-archipel.
- D. p. postrema: de D'Entrecasteaux-eilanden, de Louisiaden en het eiland Woodlark.
- D. p. pistrinaria: het eiland Lihir en de Salomonseilanden.